# UGC 44
UGC 44 es una galaxia espiral intermedia localizada en la constelación de Pegaso.